# Elecciones parlamentarias de Seychelles de 2020
Las elecciones parlamentarias de Seychelles de 2020 tuvieron lugar del 22 al 24 de octubre del mencionado año con renovar la Asamblea Nacional, órgano legislativo unicameral de la República de Seychelles. Si bien estaban previstas originalmente para septiembre de 2021, fueron adelantadas casi un año después de que el gobierno del presidente Danny Faure, perteneciente al partido Seychelles Unidas (US), acordara con la Asamblea Nacional saliente (con mayoría de la opositora Unión Democrática Seychellense), la realización de elecciones presidenciales y parlamentarias simultáneas con el fin de abaratar costos en el marco del derrumbe económico ocasionado por la pandemia global de COVID-19. 26 escaños parlamentarios serían elegidos por medio de escrutinio mayoritario uninominal, mientras que 9 se asignarían por medio de representación proporcional por listas basándose en el resultado de los partidos a nivel nacional. Fueron las decimoterceras elecciones parlamentarias de Seychelles desde la instauración del sufragio universal, las undécimas desde la independencia, las séptimas desde la restauración de la democracia multipartidista y las primeras desde 1998 en tener lugar al mismo tiempo que los comicios presidenciales.
El proceso electoral se realizó en el marco de la pandemia y, por lo tanto, la campaña bajo numerosas restricciones, destacando la prohibición de los mítines y concentraciones públicas masivas, lo que condujo a que la campaña se realizara mayormente por medio de las redes sociales. La Unión Democrática Seychellense (LDS), principal coalición opositora, basó su campaña en la necesidad retener y ampliar la mayoría absoluta obtenida en 2016, cuando infligió al gobernante y dominante Partido Popular (PL) su primera derrota electoral desde que llegara al poder en 1977, hecho que había motivado la renuncia del presidente James Michel y su reemplazo por su vicepresidente, Faure. El PL, que se refundó como Seychelles Unidas, criticó a su vez la «cohabitación» que había tenido que enfrentar el gobierno de Faure con un legislativo con mayoría del LDS (cuyo candidato presidencial fue Wavel Ramkalawan) como ralentizadora y llamó a la población en su manifiesto a elegir un gobierno con una mayoría que permitiera un trabajo más fluido entre ambos poderes. El partido Una Seychelles (OS), que respaldó la candidatura presidencial de Alain St Ange, presentó candidaturas «tecnócratas» con puntos de vista diversos. La Alianza Seychellense (LS), que fracasó en presentar a Patrick Pillay como aspirante a la presidencia, presentó solo tres candidatos uninominales y apoyó la reelección de Faure. Hubo tres candidatos independientes. La LDS y US fueron las únicas dos formaciones políticas que presentaron candidatos para todos los escaños, aunque solo hubo cuatro circunscripciones en las que la competencia fue puramente bipartidista.
En simultáneo con la rotunda victoria de Ramkalawan en las elecciones presidenciales el mismo día, el resultado de los comicios parlamentarios fue un triunfo aplastante para la Unión Democrática Seychellense, que obtuvo un 54,84% del voto popular y se impuso en 20 de las 26 circunscripciones uninominales, a los que se sumaron 5 de los 9 escaños proporcionales, dando como resultado una representación de 25 escaños sobre 35, una ampliación de su mayoría absoluta hasta los dos tercios. En contraste, Seychelles Unidas sufrió una dura derrota y perdió cinco circunscripciones con respecto a 2016, aunque logró sumar el distrito electoral de reciente creación de las Islas Interiores. Aunque Una Seychelles como partido obtuvo más votos que su candidato presidencia, St Ange, con un 2,21% de los votos, no consiguió escaños. La Alianza Seychellense logró solo 70 votos exactos entre sus tres candidatos, y los tres independientes 317. La participación fue del 88,40% del electorado registrado.
La séptima Asamblea Nacional prestó juramento el 28 de octubre de 2020. Roger Mancienne, del Partido Nacional de Seychelles (mayor formación de la Unión Democrática Seychellense) asumió como nuevo presidente del legislativo en reemplazo de Nicholas Prea, de su mismo partido.

## Antecedentes
Las anteriores elecciones parlamentarias tuvieron lugar en septiembre de 2016 y resultaron en una victoria histórica para la Unión Democrática Seychellense (Linyon Demokratik Seselwa o LDS), coalición de cuatro partidos (el Partido Nacional de Seychelles, la Alianza Seychellense, el Partido Unido de Seychelles y el Partido Seychellense por la Justicia Social y la Democracia) que obtuvo una estrecha mayoría absoluta con 19 de 33 escaños de la Asamblea Nacional sobre 14 del gobernante y dominante Partido Popular (Parti Lepep o PL), en el poder desde el golpe de Estado de 1977 bajo las presidencias de France-Albert René (1977-2004) y James Michel (2004-2016). Desde las elecciones parlamentarias de 1974, las últimas antes desde la independencia, el Partido Popular y sus formaciones predecesoras no habían sufrido una derrota electoral. La pérdida de la mayoría legislativa obstruyó severamente el accionar del gobierno para la designación de ministros y la legislación presupuestaria, precipitando la renuncia del presidente James Michel un mes después de los comicios, y su reemplazo por el vicepresidente Danny Faure, que procedió a buscar un entendimiento con el líder de la oposición Wavel Ramkalawan (del SNP) y Patrick Pillay (de la LS) para buscar la estabilidad de una «cohabitación» entre un presidente y una mayoría parlamentaria de diferentes partidos. El PL inició un proceso de renovación y cambió su nombre a Seychelles Unidas (US), mientras que Faure rechazó dirigir el partido y la presidencia de este fue ocupada por el vicepresidente Vincent Meriton, la primera instancia de la historia política del país en la que el partido oficialista no era liderado por el presidente de turno.

## Sistema electoral
La Asamblea Nacional, órgano legislativo unicameral de la República de Seychelles, está compuesta por 35 escaños elegidos mediante un sistema electoral mixto. 26 escaños son elegidos por medio de escrutinio mayoritario uninominal, representando a los veintiséis distritos en los que el país se encuentra dividido. El candidato más votado en una circunscripción resulta electo miembro de la Asamblea Nacional, para un mandato de un máximo de cinco años reelegible. Los miembros restantes (cuyo número debe ser al menos el 27% del número de miembros elegidos bajo el sistema uninominal; fijado en nueve para los comicios de 2020) son designados por partidos políticos que obtienen al menos 10% del total de votos emitidos en el sistema uninominal. Estos partidos tienen derecho a designar a un miembro por cada 10% de los votos obtenidos.

## Resultados

### Nivel nacional
|  | 54.84 % |

|  | 42.35 % |

|  | 2.21 % |

|  | 0.11 % |

|  | 0.49 % |

|  | 97.30 % |

|  | 2.70 % |

|  | 100.00 % |

|  | 88.40 % |

### Resultado por distrito electoral
|  | 52.79 % |

|  | 44.25 % |

|  | 2.96 % |

|  | 97.19 % |

|  | 2.81 % |

|  | 100.00 % |

|  | 88.26 % |

|  | 53.11 % |

|  | 45.50 % |

|  | 1.39 % |

|  | 97.78 % |

|  | 2.22 % |

|  | 100.00 % |

|  | 88.64 % |

|  | 62.03 % |

|  | 36.54 % |

|  | 1.44 % |

|  | 97.18 % |

|  | 2.82 % |

|  | 100.00 % |

|  | 88.21 % |

|  | 51.30 % |

|  | 46.42 % |

|  | 2.28 % |

|  | 97.18 % |

|  | 0.00 % |

|  | 100.00 % |

|  | 85.72 % |

|  | 61.71 % |

|  | 36.15 % |

|  | 1.37 % |

|  | 0.77 % |

|  | 97.36 % |

|  | 2.64 % |

|  | 100.00 % |

|  | 87.52 % |

|  | 55.01 % |

|  | 44.99 % |

|  | 97.02 % |

|  | 2.98 % |

|  | 100.00 % |

|  | 90.02 % |

|  | 46.66 % |

|  | 43.49 % |

|  | 9.85 % |

|  | 97.15 % |

|  | 2.85 % |

|  | 100.00 % |

|  | 88.59 % |

|  | 59.99 % |

|  | 31.71 % |

|  | 8.30 % |

|  | 97.17 % |

|  | 2.83 % |

|  | 100.00 % |

|  | 86.61 % |

|  | 51.72 % |

|  | 43.89 % |

|  | 4.39 % |

|  | 97.73 % |

|  | 2.27 % |

|  | 100.00 % |

|  | 87.60 % |

|  | 63.20 % |

|  | 36.80 % |

|  | 96.78 % |

|  | 3.22 % |

|  | 100.00 % |

|  | 86.54 % |

|  | 54.24 % |

|  | 44.64 % |

|  | 1.12 % |

|  | 97.31 % |

|  | 2.69 % |

|  | 100.00 % |

|  | 89.59 % |

|  | 57.53 % |

|  | 39.45 % |

|  | 2.01 % |

|  | 1.01 % |

|  | 96.47 % |

|  | 3.53 % |

|  | 100.00 % |

|  | 88.55 % |

|  | 62.22 % |

|  | 35.78 % |

|  | 2.00 % |

|  | 97.42 % |

|  | 2.58 % |

|  | 100.00 % |

|  | 86.42 % |

|  | 67.58 % |

|  | 32.42 % |

|  | 96.79 % |

|  | 3.21 % |

|  | 100.00 % |

|  | 88.10 % |

|  | 62.22 % |

|  | 35.78 % |

|  | 2.00 % |

|  | 99.33 % |

|  | 0.67 % |

|  | 100.00 % |

|  | 89.72 % |

|  | 53.20 % |

|  | 40.62 % |

|  | 6.18 % |

|  | 95.65 % |

|  | 4.35 % |

|  | 100.00 % |

|  | 91.66 % |

|  | 61.68 % |

|  | 37.09 % |

|  | 1.23 % |

|  | 97.50 % |

|  | 2.50 % |

|  | 100.00 % |

|  | 89.93 % |

|  | 58.09 % |

|  | 40.82 % |

|  | 1.09 % |

|  | 97.22 % |

|  | 2.78 % |

|  | 100.00 % |

|  | 89.60 % |

|  | 58.50 % |

|  | 40.09 % |

|  | 6.18 % |

|  | 97.06 % |

|  | 2.94 % |

|  | 100.00 % |

|  | 88.55 % |

|  | 58.90 % |

|  | 41.10 % |

|  | 97.01 % |

|  | 2.99 % |

|  | 100.00 % |

|  | 87.21 % |

|  | 53.23 % |

|  | 44.76 % |

|  | 2.02 % |

|  | 95.89 % |

|  | 4.11 % |

|  | 100.00 % |

|  | 87.35 % |

|  | 52.43 % |

|  | 46.23 % |

|  | 1.34 % |

|  | 97.57 % |

|  | 2.43 % |

|  | 100.00 % |

|  | 89.25 % |

|  | 51.64 % |

|  | 48.36 % |

|  | 96.93 % |

|  | 3.07 % |

|  | 100.00 % |

|  | 92.43 % |

|  | 44.65 % |

|  | 44.37 % |

|  | 10.98 % |

|  | 97.00 % |

|  | 3.00 % |

|  | 100.00 % |

|  | 91.60 % |

|  | 59.86 % |

|  | 36.50 % |

|  | 3.64 % |

|  | 97.85 % |

|  | 2.15 % |

|  | 100.00 % |

|  | 85.03 % |

|  | 54.68 % |

|  | 44.21 % |

|  | 1.11 % |

|  | 97.40 % |

|  | 2.60 % |

|  | 100.00 % |

|  | 90.94 % |